# Frelinghien

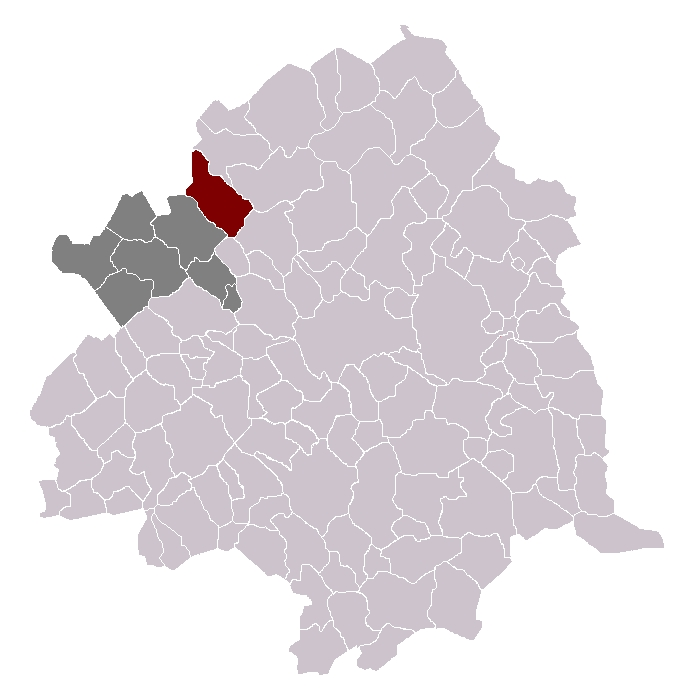
Ubicació de Frelinghien dins el cantó i el districte

Frelinghien és un municipi francès, situat a la regió dels Alts de França, al departament del Nord. L'any 2006 tenia 2.566 habitants. Limita al nord amb Deûlémont, a l'est amb Quesnoy-sur-Deûle, al sud-est amb Verlinghem, al sud amb Pérenchies i al sud-oest amb Houplines.

## Demografia
| 1962                                       | 1968  | 1975  | 1982  | 1990  | 1999  | 2006  |
| ------------------------------------------ | ----- | ----- | ----- | ----- | ----- | ----- |
| 1.560                                      | 1.703 | 1.942 | 2.181 | 2.228 | 2.395 | 2.566 |
| Des de 1962: població sense dobles comptes |       |       |       |       |       |       |

## Administració
| Període | Identitat     | Partit |
| ------- | ------------- | ------ |
| 2001 -  | Michel Pacaux | UMP    |